# Jana Husmann
Jana Husmann (* 1973 in Bremen) ist eine deutsche Kulturwissenschaftlerin und Genderforscherin.

## Leben
Husmann studierte von 1992 bis 2003 Kulturwissenschaft und Gender Studies, Politikwissenschaft, Philosophie, Deutsche Sprach- und Literaturwissenschaft an der Humboldt-Universität zu Berlin, der Universität Bremen und der Brunel University London. 2008 promovierte sie im Fach Kulturwissenschaft zum Thema Schwarz-Weiß-Symbolik. Dualistische Denktraditionen und die Imagination von „Rasse“. Religion – Wissenschaft – Anthroposophie mit der Note summa cum laude. In ihrer Dissertation setzte sie sich ausführlich mit Rudolf Steiners Lehre und Rassismus auseinander.
2009–2011 war sie Postdoktorandin des Graduiertenkollegs „Geschlecht als Wissenskategorie“ an der Humboldt-Universität. 2010 war sie Gastprofessorin am Center for the Humanities der City University of New York. 2012 koordinierte sie das Publikationsprojekt Fundamentalism and Gender: Scripture – Body – Community, (DFG-Graduiertenkolleg Geschlecht als Wissenskategorie) an der Humboldt-Universität. 2013 war sie wissenschaftliche Mitarbeiterin am Lehrstuhl für Öffentliches Recht und Geschlechterstudien bei Susanne Baer an der Humboldt-Universität zu Berlin.
Von Juni 2014 bis April 2015 war sie Forschungskoordinatorin am Göttinger Centrum für Geschlechterforschung der Georg-August-Universität Göttingen. Seit Mai 2015 ist sie Referentin und stellvertretende Leiterin der Abteilung Forschung und Internationale Angelegenheiten der FernUniversität in Hagen. Ihre Forschungsschwerpunkte umfassen Themen der Kultur-, Religions- und Wissenschaftsgeschichte, der Geschlechter-, Rassismus- und Antisemitismusforschung, religiöse Weltanschauungen sowie Trans- und Interdisziplinarität.

## Schriften

### Monographien und Herausgeberschaften
- Schwarz-Weiß-Symbolik: Dualistische Denktraditionen und die Imagination von „Rasse“. Religion-Wissenschaft-Anthroposophie. transcript, Bielefeld 2010, ISBN 978-3-8376-1349-0 (zunächst als Dissertation, Humboldt-Universität zu Berlin 2008). Leseprobe online (transcript-verlag.de).
- mit Ulrike Auga, Christina von Braun und Claudia Bruns (Hrsg.): Fundamentalism and Gender. Scripture – Body – Community. Wipf and Stock, Eugene (Oregon) 2012.
- mit Sven Glawion u. Elahe Haschemi Yekani (Hrsg.): Erlöser. Figurationen männlicher Hegemonie. transcript, Bielefeld 2007.
- mit Martina Tißberger, Gabriele Dietze und Daniela Hrzán (Hrsg.): Weiß – Weißsein – Whiteness. Kritische Studien zu Gender und Rassismus / Critical Studies on Gender and Racism. Peter Lang, Frankfurt am Main 2006.

### Artikel (Auswahl)
- Schwarz-Weiß-Konstruktionen im Rassebild Rudolf Steiners. In: Berliner Dialog. Zeitschrift für Informationen und Standpunkte zur religiösen Begegnung. 29. Juli 2006. S. 22–29. Artikeltext online auf religio.de.
- Schwarz-Weiß. Farb- und Geschlechtssymbolik in den Anfängen der Rassenkonstruktionen. In: Martina Tißberger, Gabriele Dietze, Daniela Hrzán und Jana Husmann-Kastein (Hrsg.): Weiß – Weißsein – Whiteness. Kritische Studien zu Gender und Rassismus. Peter Lang, Frankfurt am Main 2006, S. 43–60.
- Rassisierte Lichtgestalten – dunkle Krisen. Christus, Karma und Erlösung bei Rudolf Steiner. In: Sven Glawion, Elahe Haschemi Yekani und Jana Husmann-Kastein (Hrsg.): Erlöser. Figurationen männlicher Hegemonie. transcript, Bielefeld 2007, S. 83–95.
- Schwarz-Weiß-Konstruktionen im Rassebild Rudolf Steiners. Themenschwerpunkt: Anthroposophische Rassen- und Geschlechterkonstruktionen. Vortragsmanuskript. Tagung: Anthroposophie – kritische Reflexionen, Humboldt-Universität zu Berlin, 21. Juli 2006. PDF-Download (11. März 2008).
- Das „Problem Judentum und Altes Testament“. Literalismus und Antisemitismus im Bibelbund. Ein Textbeispiel aus den Jahren 1938/39. In: Ulrike Auga u. a. (Hrsg.): Dämonen, Vamps und Hysterikerinnen. Geschlechter- und Rassenfigurationen in Wissen, Medien und Alltag um 1900. transcript, Bielefeld 2011, S. 185–196.
- 150 Jahre Rudolf Steiner: Zur Aktualität des Mythos ‚Rasse’ in der Anthroposophie. In: Materialien und Informationen zur Zeit. 11 (2011), S. 37–41.
- Jana Husmann: Esoterik an Waldorfschulen – Bildung dank „Bildekräften“: Lest Rudolf Steiner!. In: Ruhrbarone, 17. Oktober 2012.

### Gutachten
- Rassenmodelle bei Rudolf Steiner – Ein Überblick und Zitatvergleich mit Ernst Uehli. Gutachten in dem am 21. Dezember 2006 vom Bundesfamilienministerium beantragten Indizierungsverfahren der Bundesprüfstelle für jugendgefährdende Medien, in Verhandlung der Rudolf-Steiner-Gesamtausgaben Nr. 107 und Nr. 121; Indizierungsverfahren zum Tatbestand ‚Rassen diskriminierender Aussagen’.

## Dokumentarfilm
- Francisca Hoffmann-Axthelm, Jana Husmann-Kastein und Annett Walter: Konfusion. Körperinszenierung als Verwirrspiel. Videofilmprojekt unter der Leitung von Christina von Braun, Humboldt-Universität zu Berlin. Berlin 1997.